# Arthur Amiotte

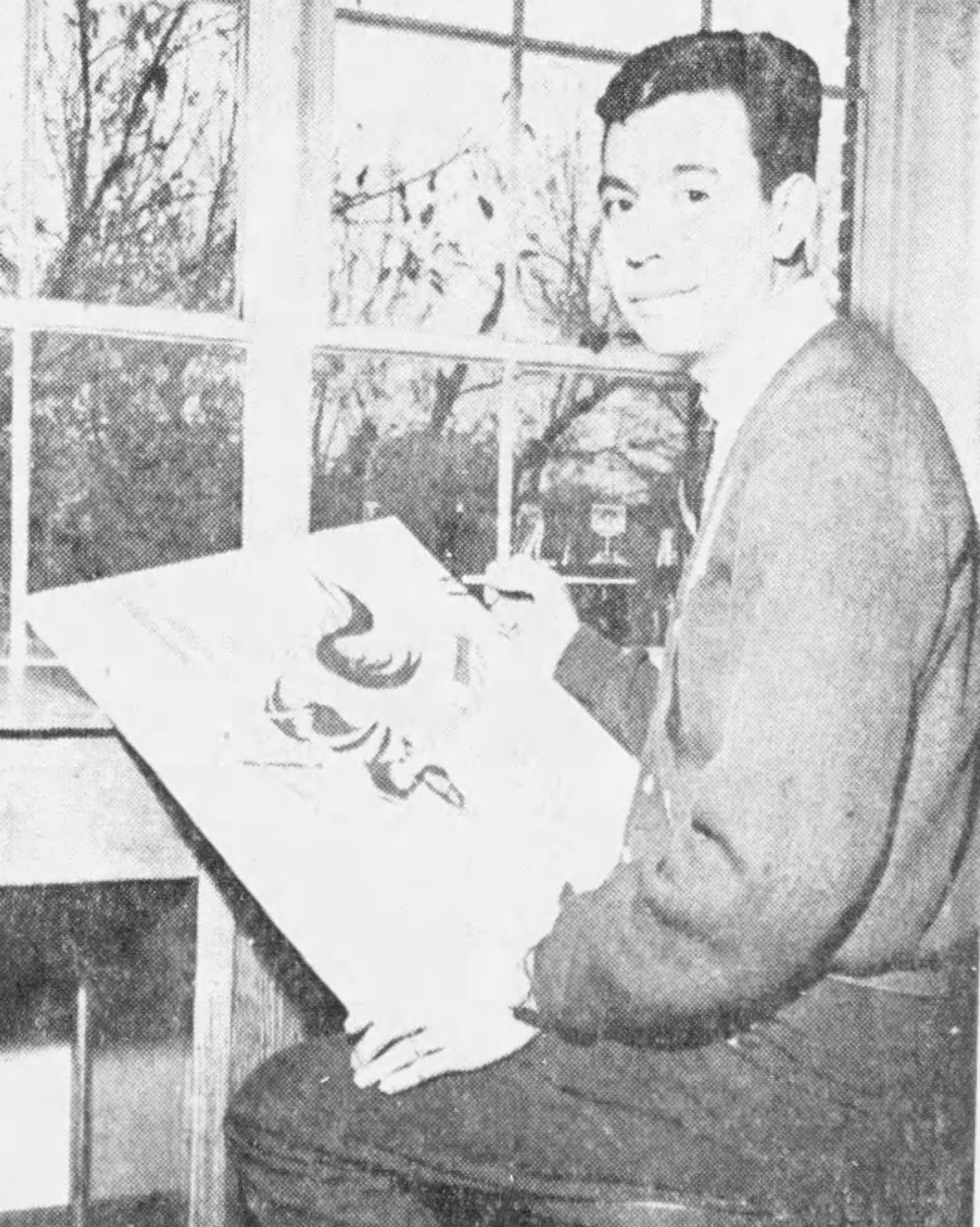
Arthur Amiotte

Arthur Douglas Amiotte (Lakota: Wanblí Ta Hócoka Washté) (Pine Ridge, 25 maart 1942) is een Amerikaans beeldend kunstenaar, hoogleraar en schrijver.
Amiotte, een Oglala Lakota-indiaan, is een vooraanstaand inheems kunstschilder en collagist. Oscar Howe was een inspiratiebron. Amiottes werk is ook geïnspireerd door ledger art, maar gaat verder en verkent het leven in indianenreservaten en hoe Lakota-tradities en moderniteit zich met elkaar vermengen. Amiotte nam deel aan meer dan 100 tentoonstellingen, waarvan meer dan 20 solo-tentoonstellingen, en zijn werk is opgenomen in 26 openbare kunstcollecties. Amiotte doceerde een tijdlang inheemse kunst aan Brandon University in Canada.
- Gemeinsame Normdatei: 133277216
- International Standard Name Identifier: 0000 0003 8274 2624
- Library of Congress Control Number: n82131729
- Nederlandse Thesaurus van Auteursnamen: 149307187
- SNAC: w6fj3v0v
- Système universitaire de documentation: 08500880X
- Union List of Artist Names: 500126320
- Virtual International Authority File: 266900474
- WorldCat: E39PBJwMDTb7jcbydFK9pJJ7HC